# Вичина
Вичина е средновековен град, съществувал през ХІ – ХV век на остров (все още нелокализиран) по долното течение на река Дунав.
За пръв път средновековният български град Вичина в Дунавската делта при дн. Нуфъру, Румъния се споменава в Алексиада на Анна Комнина във връзка със събития от 1080-те години. Тогава управител на Вичина е българинът Сеслав. Градът се споменава от арабския географ Идриси през ХІІ век, както и в документи на Константинополската патриаршия, според които малко преди 1261 г. е издигнат в митрополитски център.
Името на Вичина се среща и в търговски документи и морски карти от ХІІІ – ХV в., които дават и по-точни сведения за местонахождението му. В тях се сочи, че до пристанището му можело да се стигне по всеки от 5-те ръкава, през които тогава Дунавът се е вливал в морето. Затова трябвало да се изминат 200 мили по течението, тръгвайки от началото на неустановения още със сигурност ръкав Аспера.
Поради тези твърде общи данни местоположението на града остава неизяснено. Вичина е локализирана на твърде различни места: от устието на Дунав до островната крепост до Дръстър, но никоя от тези предполагаеми локации не се подкрепя от по-точни данни. Най-популярното отъждествяване на града с островната крепост до Дръстър се отхвърля от археологическите данни.